# Elisa Petersen
Elisa Petersen (geb. Lennert, gesch. Jeremiassen; * 31. Januar 1960 in Aasiaat) ist eine grönländische Bibliothekarin.

## Leben
Elisa Petersen ist die Tochter des Jägers und Fischers Gunnar Lennert († 1998) und seiner Frau Salomine. Am 16. November 1987 heiratete sie den Seemann Peter Jeremiassen (* 1956). Später heiratete sie erneut und nahm den Ehenamen Petersen an.
Sie studierte am Ilisimatusarfik und an der Bibliotheksschule und schloss die Ausbildung 1989 ab. 1991 wurde sie Abteilungsleiterin der Groenlandica. 1994 wurde sie zur grönländischen Landesbibliothekarin ernannt und übernahm somit die Leitung der Nunatta Atuagaateqarfia. Von 1997 bis 1999 war sie beurlaubt, um sich in Dänemark zum cand.scient.bibl. ausbilden zu lassen.
Von 1990 bis 1993 saß sie auf Ernennung der Regierung im Aufsichtsrat des Verlags Atuakkiorfik. 1993 wurde sie für die Inuit Ataqatigiit in den Rat der Gemeinde Nuuk gewählt, trat aber bereits im Folgejahr aus, als sie zur Landesbibliothekarin ernannt wurde. 1996 wurde sie die grönländische Vertreterin bei Nordfolk, der Arbeitsgruppe für Volksbibliothekszusammenarbeit des Nordischen Rats. Sie gab das Frauenmagazin Kilut heraus und wirkte an den Gedichtsammlungen Inuit Nipaat („Die Stimme der Menschen/Inuit“) und Sila („Wetter/Weltordnung“) mit. Von 2017 bis 2019 war sie Vorsitzende des grönländischen Gleichstellungsrats.